# Peter Pechauf
Peter Pechauf (* 7. März 1941 in Sonneberg; † 1. April 2025 ebenda) war ein deutscher SED-Funktionär. Er war der letzte Erste Sekretär der SED-Bezirksleitung Suhl.

## Leben
Pechauf, Sohn eines Buchhalters und einer Verkäuferin, absolvierte nach dem Abitur zwischen September 1959 und Juli 1963 ein Studium zum Fachlehrer für Deutsch und Geschichte am Pädagogischen Institut in Leipzig und von September 1966 bis Juli 1967 eine Zusatzausbildung zum Fachlehrer für Staatsbürgerkunde. 1963/64 war er Lehrer an der Polytechnischen Oberschule Eishausen, von 1964 bis 1966 und wieder von 1967 bis 1969 Lehrer an der Hermann-Pistor-Oberschule in Sonneberg.
1967 trat er der SED bei. Von März bis August 1969 war er Sekretär für Agitation und Propaganda und von September 1969 bis Juli 1972 Zweiter Sekretär der FDJ-Kreisleitung Sonneberg sowie 1971/72 kommissarischer Vertreter des Ersten Sekretärs der FDJ-Kreisleitung Sonneberg. Von August 1972 bis August 1975 fungierte er dann als Erster Sekretär der FDJ-Kreisleitung Hildburghausen. 
Zwischen September 1975 und Juli 1978 studierte er an der Parteihochschule beim ZK der KPdSU in Moskau mit Abschluss als Diplom-Gesellschaftswissenschaftler.
Von August 1978 bis Januar 1979 fungierte er als Leiter des Sektors Propaganda der Abteilung Agitation und Propaganda der SED-Bezirksleitung Suhl, von Februar 1979 bis August 1985 als Zweiter Sekretär der SED-Kreisleitung Sonneberg und von August 1985 bis November 1989 als Erster Sekretär der SED-Kreisleitung Meiningen.
Von 1986 bis November 1989 war Pechauf Mitglied der SED-Bezirksleitung Suhl. Er wurde am 2. November 1989 von der Bezirksleitung einstimmig zum Ersten Sekretär der SED-Bezirksleitung Suhl gewählt. Im Dezember 1989 war er auch Mitglied des Arbeitsausschusses zur Vorbereitung des außerordentlichen Parteitages der SED. Er blieb bis Februar 1990 Erster Sekretär der Bezirksleitung bzw. Vorsitzender des Bezirksvorstandes Suhl der SED-PDS. 
Von März bis April 1990 war er Mitarbeiter des Bezirksvorstandes der PDS Suhl, von April 1990 bis Juni 1991 Mitarbeiter in der Redaktion von Unsere Neue Zeitung (UNZ) in Erfurt, dann von Juli 1991 bis Januar 1996 Geschäftsführer und Vertriebsleiter der UNZ-Verlagsgesellschaft mbH in Erfurt.
Von 1996 bis 2000 arbeitete er für ein Inkassounternehmen in Erfurt und war schließlich zwischen 2000 und 2004 als Honorarlehrer für Deutsch, Geschichte-Sozialkunde-Erdkunde und Arbeitslehre in der Erwachsenenbildung in Coburg tätig. Im April 2004 trat Pechauf in den Ruhestand.